# Gran Premio motociclistico d'Australia 2013
Il Gran Premio motociclistico d'Australia 2013 è stato il sedicesimo Gran Premio della stagione 2013. Le gare si sono disputate il 20 ottobre 2013 presso il circuito di Phillip Island, vedendo nelle tre classi le vittorie di: Jorge Lorenzo in MotoGP, Pol Espargaró in Moto2 e Álex Rins in Moto3.

## MotoGP
A seguito delle difficoltà comunicate agli organizzatori dalla Bridgestone (fornitore unico degli pneumatici) di non poter garantire la sicurezza della gomma posteriore per più di dieci giri, a causa dell'eccessiva abrasività dell'asfalto, la direzione gara decide di impostare un format per lo svolgimento della corsa di questa classe, che prevede: riduzione della gara a 19 giri (rispetto ai 27 previsti) e l'obbligo per tutti i piloti partecipanti di rientrare ai box per cambiare motocicletta prima del decimo giro (pertanto si possono correre al massimo nove giri con la stessa gomma posteriore).
Con questo particolare procedimento della gara, vince Jorge Lorenzo, giunto alla personale cinquantesima vittoria della sua carriera nel motomondiale, con Dani Pedrosa secondo sul traguardo e Valentino Rossi terzo. Squalificato con l'esposizione della bandiera nera il leader della classifica mondiale, lo spagnolo Marc Márquez, che non effettua il cambio di motocicletta obbligatorio al termine del nono giro ma soltanto al termine del decimo, non rispettando quindi le regole stabilite dai commissari prima della partenza della gara. Questo errore di Márquez consente al vincitore di questa gara, Lorenzo, di guadagnare 25 punti dal vertice della classifica, con la graduatoria mondiale che vede: Márquez sempre primo con 298 punti totali, Lorenzo secondo con 280 punti e Pedrosa terzo con 264 punti.
Stefan Bradl, dopo aver preso parte alla prima sessione di prove libere, decide di non prendere parte a questa gara a causa del protrarsi del fastidio alla caviglia destra fratturata al GP della Malesia.

### Arrivati al traguardo
| Pos. | Nº | Pilota           | Squadra                   | Motocicletta       | Giri | Tempo           | Griglia | Punti |
| ---- | -- | ---------------- | ------------------------- | ------------------ | ---- | --------------- | ------- | ----- |
| 1º   | 99 | Jorge Lorenzo    | Yamaha Factory Racing     | Yamaha YZR-M1      | 19   | 29min 07s 155ms | 1º      | 25    |
| 2º   | 26 | Daniel Pedrosa   | Repsol Honda              | Honda RC213V       | 19   | +6.936          | 5º      | 20    |
| 3º   | 46 | Valentino Rossi  | Yamaha Factory Racing     | Yamaha YZR-M1      | 19   | +12.344         | 3º      | 16    |
| 4º   | 35 | Cal Crutchlow    | Monster Yamaha Tech 3     | Yamaha YZR-M1      | 19   | +12.460         | 6º      | 13    |
| 5º   | 19 | Álvaro Bautista  | GO&FUN Honda Gresini      | Honda RC213V       | 19   | +12.513         | 4º      | 11    |
| 6º   | 38 | Bradley Smith    | Monster Yamaha Tech 3     | Yamaha YZR-M1      | 19   | +28.263         | 7º      | 10    |
| 7º   | 69 | Nicky Hayden     | Ducati Team               | Ducati Desmosedici | 19   | +32.953         | 8º      | 9     |
| 8º   | 29 | Andrea Iannone   | Energy T.I. Pramac Racing | Ducati Desmosedici | 19   | +35.062         | 10º     | 8     |
| 9º   | 4  | Andrea Dovizioso | Ducati Team               | Ducati Desmosedici | 19   | +35.104         | 9º      | 7     |
| 10º  | 14 | Randy de Puniet  | Power Electronics Aspar   | ART GP13           | 19   | +37.426         | 12º     | 6     |
| 11º  | 41 | Aleix Espargaró  | Power Electronics Aspar   | ART GP13           | 19   | +46.099         | 13º     | 5     |
| 12º  | 5  | Colin Edwards    | NGM Mobile Forward Racing | FTR MGP13 Kawasaki | 19   | +48.149         | 11º     | 4     |
| 13º  | 68 | Yonny Hernández  | Ignite Pramac Racing      | Ducati Desmosedici | 19   | +49.911         | 15º     | 3     |
| 14º  | 8  | Héctor Barberá   | Avintia Blusens           | FTR MGP13          | 19   | +49.998         | 19º     | 2     |
| 15º  | 9  | Danilo Petrucci  | Came IodaRacing Project   | Ioda-Suter MMX1    | 19   | +58.718         | 17º     | 1     |
| 16º  | 23 | Luca Scassa      | Cardion AB Motoracing     | ART GP13           | 19   | +58.791         | 20º     |       |
| 17º  | 71 | Claudio Corti    | NGM Mobile Forward Racing | FTR MGP13 Kawasaki | 19   | +1'08.105       | 14º     |       |
| 18º  | 70 | Michael Laverty  | Paul Bird Motorsport      | ART GP13           | 19   | +1'27.230       | 18º     |       |
| 19º  | 52 | Lukáš Pešek      | Came IodaRacing Project   | Ioda-Suter MMX1    | 19   | +1'31.093       | 22º     |       |
| 20º  | 7  | Hiroshi Aoyama   | Avintia Blusens           | FTR MGP13          | 18   | +1 giro         | 16º     |       |
| 21º  | 50 | Damian Cudlin    | Paul Bird Motorsport      | PBM 01             | 17   | +2 giri         | 23º     |       |

### Squalificati
| Nº | Pilota        | Squadra              | Motocicletta    | Giri | Griglia |
| -- | ------------- | -------------------- | --------------- | ---- | ------- |
| 93 | Marc Márquez  | Repsol Honda         | Honda RC213V    | 14   | 2º      |
| 67 | Bryan Staring | GO&FUN Honda Gresini | FTR MGP13 Honda | 14   | 21º     |

### Non partito
| Nº | Pilota       | Squadra          | Motocicletta |
| -- | ------------ | ---------------- | ------------ |
| 6  | Stefan Bradl | LCR Honda MotoGP | Honda RC213V |

## Moto2
Analogamente a quanto successo con le gomme Bridgestone in MotoGP, anche in questa classe la Dunlop riscontra un'usura eccessiva degli pneumatici, tanto da spingere la direzione della corsa a ridurre la gara a 13 giri (rispetto ai 25 previsti), sempre per ragioni di sicurezza per i piloti.
La vittoria in gara arride al pilota spagnolo Pol Espargaró con la Kalex Moto2 del team Tuenti HP 40, alla quinta vittoria stagionale, quattordicesima totale in carriera nel motomondiale. Completano il podio due piloti alla guida della Suter MMX2, con Thomas Lüthi del team Interwetten Paddock e Jordi Torres dell'Aspar Team rispettivamente in seconda e terza posizione.
Con Scott Redding impossibilitato a prender parte alla gara a causa della frattura al polso sinistro rimediata in una cadura nel corso delle prove di qualificazione, la vittoria di Espargaró ed i relativi 25 punti derivanti da essa, gli consentono di portarsi al primo posto della graduatoria mondiale con 240 punti totali, con Redding in seconda posizione fermo a 224 punti, distanziato di 16 lunghezze dal nuovo leader di campionato.
Sono tre i piloti dichiaratisi infortunati, che quindi non prendono parte a questa gara, con Alex Mariñelarena che viene confermato dal team Blusens Avintia quale sostituto di Dani Rivas, il team JiR Moto2 che ingaggia per questa gara Kōta Nozane come rimpiazzo per Mike Di Meglio, mentre il team Technomag carXpert decide di non designare un sostituto per Randy Krummenacher.

### Arrivati al traguardo
| Pos. | Nº | Pilota              | Squadra                   | Motocicletta       | Giri | Tempo           | Griglia | Punti |
| ---- | -- | ------------------- | ------------------------- | ------------------ | ---- | --------------- | ------- | ----- |
| 1º   | 40 | Pol Espargaró       | Tuenti HP 40              | Kalex Moto2        | 13   | 20min 19s 219ms | 1º      | 25    |
| 2º   | 12 | Thomas Lüthi        | Interwetten Paddock       | Suter MMX2         | 13   | +0.591          | 5º      | 20    |
| 3º   | 81 | Jordi Torres        | Aspar Team                | Suter MMX2         | 13   | +0.679          | 3º      | 16    |
| 4º   | 3  | Simone Corsi        | NGM Mobile Racing         | Speed Up SF13      | 13   | +0.893          | 13º     | 13    |
| 5º   | 15 | Alex De Angelis     | NGM Mobile Forward Racing | Speed Up SF13      | 13   | +1.111          | 4º      | 11    |
| 6º   | 77 | Dominique Aegerter  | Technomag carXpert        | Suter MMX2         | 13   | +3.073          | 12º     | 10    |
| 7º   | 36 | Mika Kallio         | Marc VDS Racing           | Kalex Moto2        | 13   | +3.234          | 6º      | 9     |
| 8º   | 80 | Esteve Rabat        | Tuenti HP 40              | Kalex Moto2        | 13   | +3.655          | 2º      | 8     |
| 9º   | 18 | Nicolás Terol       | Aspar Team                | Suter MMX2         | 13   | +10.182         | 8º      | 7     |
| 10º  | 95 | Anthony West        | QMMF Racing               | Speed Up SF13      | 13   | +18.083         | 19º     | 6     |
| 11º  | 11 | Sandro Cortese      | Dynavolt Intact GP        | Kalex Moto2        | 13   | +18.317         | 7º      | 5     |
| 12º  | 88 | Ricard Cardús       | NGM Mobile Forward Racing | Speed Up SF13      | 13   | +19.415         | 20º     | 4     |
| 13º  | 52 | Danny Kent          | Tech 3                    | Tech 3 Mistral 610 | 13   | +32.194         | 21º     | 3     |
| 14º  | 8  | Gino Rea            | Argiñano & Gines Racing   | Speed Up SF13      | 13   | +32.835         | 22º     | 2     |
| 15º  | 7  | Doni Tata Pradita   | Federal Oil Gresini       | Suter MMX2         | 13   | +35.588         | 24º     | 1     |
| 16º  | 54 | Mattia Pasini       | NGM Mobile Racing         | Speed Up SF13      | 13   | +36.183         | 9º      |       |
| 17º  | 31 | Kōta Nozane         | JiR Moto2                 | TSR 6              | 13   | +36.542         | 27º     |       |
| 18º  | 44 | Steven Odendaal     | Argiñano & Gines Racing   | Speed Up SF13      | 13   | +36.913         | 26º     |       |
| 19º  | 25 | Azlan Shah          | Idemitsu Honda Team Asia  | Moriwaki MD600     | 13   | +37.099         | 28º     |       |
| 20º  | 97 | Rafid Topan Sucipto | QMMF Racing               | Speed Up SF13      | 13   | +37.426         | 23º     |       |
| 21º  | 23 | Marcel Schrötter    | Maptaq SAG Zelos          | Kalex Moto2        | 13   | +41.817         | 17º     |       |
| 22º  | 30 | Takaaki Nakagami    | Italtrans Racing          | Kalex Moto2        | 13   | +41.933         | 14º     |       |
| 23º  | 34 | Ezequiel Iturrioz   | Blusens Avintia           | Kalex Moto2        | 13   | +47.089         | 29º     |       |
| 24º  | 49 | Axel Pons           | Tuenti HP 40              | Kalex Moto2        | 13   | +1'30.731       | 16º     |       |

### Ritirati
| Nº | Pilota            | Squadra                 | Motocicletta       | Giri | Griglia |
| -- | ----------------- | ----------------------- | ------------------ | ---- | ------- |
| 92 | Álex Mariñelarena | Blusens Avintia         | Kalex Moto2        | 7    | 25º     |
| 96 | Louis Rossi       | Tech 3                  | Tech 3 Mistral 610 | 5    | 18º     |
| 19 | Xavier Siméon     | Maptaq SAG Zelos        | Kalex Moto2        | 4    | 10º     |
| 5  | Johann Zarco      | Came Iodaracing Project | Suter MMX2         | 3    | 11º     |
| 60 | Julián Simón      | Italtrans Racing        | Kalex Moto2        | 2    | 15º     |

### Non partiti
| Nº | Pilota             | Squadra                | Motocicletta |
| -- | ------------------ | ---------------------- | ------------ |
| 45 | Scott Redding      | Marc VDS Racing        | Kalex Moto2  |
| 10 | Thitipong Warokorn | Thai Honda PTT Gresini | Suter MMX2   |

## Moto3
Alessandro Tonucci e Florian Alt, infortunati, vengono sostituiti rispettivamente da Hafiq Azmi e Luca Grünwald. In questo Gran Premio corrono due wildcard: Callum Barker e Lachlan Kavney, rispettivamente su Honda e Bullet.

### Arrivati al traguardo
| Pos. | Nº | Pilota              | Squadra                  | Motocicletta   | Giri | Tempo           | Griglia | Punti |
| ---- | -- | ------------------- | ------------------------ | -------------- | ---- | --------------- | ------- | ----- |
| 1º   | 42 | Álex Rins           | Estrella Galicia 0,0     | KTM RC 250 GP  | 23   | 37min 40s 375ms | 5º      | 25    |
| 2º   | 25 | Maverick Viñales    | Team Calvo               | KTM RC 250 GP  | 23   | +0.003          | 4º      | 20    |
| 3º   | 39 | Luis Salom          | Red Bull KTM Ajo         | KTM RC 250 GP  | 23   | +0.178          | 1º      | 16    |
| 4º   | 12 | Álex Márquez        | Estrella Galicia 0,0     | KTM RC 250 GP  | 23   | +0.502          | 13º     | 13    |
| 5º   | 8  | Jack Miller         | Caretta Technology - RTG | FTR M313       | 23   | +0.601          | 10º     | 11    |
| 6º   | 94 | Jonas Folger        | Mapfre Aspar             | Kalex KTM      | 23   | +1.077          | 2º      | 10    |
| 7º   | 7  | Efrén Vázquez       | Mahindra Racing          | Mahindra MGP3O | 23   | +1.104          | 3º      | 9     |
| 8º   | 23 | Niccolò Antonelli   | GO&FUN Gresini           | FTR M313       | 23   | +2.267          | 12º     | 8     |
| 9º   | 31 | Niklas Ajo          | Avant Tecno              | KTM RC 250 GP  | 23   | +15.074         | 21º     | 7     |
| 10º  | 10 | Alexis Masbou       | Ongetta-Rivacold         | FTR M313       | 23   | +15.960         | 11º     | 6     |
| 11º  | 63 | Zulfahmi Khairuddin | Red Bull KTM Ajo         | KTM RC 250 GP  | 23   | +15.974         | 9º      | 5     |
| 12º  | 84 | Jakub Kornfeil      | Redox RW Racing GP       | Kalex KTM      | 23   | +16.105         | 14º     | 4     |
| 13º  | 32 | Isaac Viñales       | Ongetta-Centro Seta      | FTR M313       | 23   | +16.311         | 6º      | 3     |
| 14º  | 5  | Romano Fenati       | San Carlo Team Italia    | FTR M313       | 23   | +16.532         | 17º     | 2     |
| 15º  | 41 | Brad Binder         | Ambrogio Racing          | Mahindra MGP3O | 23   | +16.629         | 15º     | 1     |
| 16º  | 61 | Arthur Sissis       | Red Bull KTM Ajo         | KTM RC 250 GP  | 23   | +16.665         | 16º     |       |
| 17º  | 17 | John McPhee         | Caretta Technology - RTG | FTR M313       | 23   | +16.898         | 19º     |       |
| 18º  | 11 | Livio Loi           | Marc VDS Racing          | Kalex KTM      | 23   | +17.353         | 23º     |       |
| 19ª  | 22 | Ana Carrasco        | Team Calvo               | KTM RC 250 GP  | 23   | +19.042         | 7ª      |       |
| 20º  | 53 | Jasper Iwema        | RW Racing GP             | Kalex KTM      | 23   | +36.382         | 24º     |       |
| 21º  | 57 | Eric Granado        | Mapfre Aspar             | Kalex KTM      | 23   | +43.184         | 25º     |       |
| 22º  | 43 | Luca Grünwald       | Kiefer Racing            | Kalex KTM      | 23   | +43.193         | 26º     |       |
| 23º  | 9  | Toni Finsterbusch   | Kiefer Racing            | Kalex KTM      | 23   | +43.210         | 28º     |       |
| 24º  | 77 | Lorenzo Baldassarri | GO&FUN Gresini           | FTR M313       | 23   | +43.350         | 27º     |       |
| 25º  | 89 | Alan Techer         | CIP Moto3                | TSR3C          | 23   | +43.357         | 18º     |       |
| 26º  | 44 | Miguel Oliveira     | Mahindra Racing          | Mahindra MGP3O | 23   | +44.482         | 8º      |       |
| 27º  | 58 | Juanfran Guevara    | CIP Moto3                | TSR Honda      | 23   | +59.576         | 30º     |       |
| 28º  | 21 | Luca Amato          | Ambrogio Racing          | Mahindra MGP3O | 23   | +1'08.240       | 29º     |       |
| 29º  | 80 | Hafiq Azmi          | La Fonte Tascaracing     | FTR M313       | 23   | +1'33.737       | 32º     |       |
| 30º  | 75 | Lachlan Kavney      | Bullet Racing            | Bullet         | 22   | +1 giro         | 33º     |       |

### Ritirati
| Nº | Pilota            | Squadra               | Motocicletta | Giri | Griglia |
| -- | ----------------- | --------------------- | ------------ | ---- | ------- |
| 29 | Hyuga Watanabe    | La Fonte Tascaracing  | FTR M313     | 10   | 31º     |
| 4  | Francesco Bagnaia | San Carlo Team Italia | FTR M313     | 7    | 22º     |

### Non partiti
| Nº | Pilota         | Squadra             | Motocicletta | Griglia |
| -- | -------------- | ------------------- | ------------ | ------- |
| 65 | Philipp Öttl   | Interwetten Paddock | Kalex KTM    | 20º     |
| 3  | Matteo Ferrari | Ongetta-Centro Seta | FTR M313     |         |

### Non qualificato
| Nº | Pilota        | Squadra               | Motocicletta  |
| -- | ------------- | --------------------- | ------------- |
| 47 | Callum Barker | Barker - McVey Racing | Honda NSF250R |